# Mohamed Karim Krifa
Mohamed Karim Krifa (arabe : محمد كريم كريفة), né le 23 mai 1973, est un avocat et homme politique tunisien.

## Biographie

### Formation
Après avoir effectué ses études secondaires au lycée technique Othman-Chatti de M'saken, il rejoint l'Institut supérieur du sport et de l'éducation physique de Ksar Saïd, où il obtient une maîtrise en gestion et organisation administrative.
Il rejoint ensuite la faculté de droit et des sciences politique et économiques de l'université de Sousse, où il obtient un diplôme d'études approfondies en droit public fondamental. Il fait aussi un passage par l'université Sorbonne-Paris-Nord.
Désormais, il exerce le métier d'avocat.

### Carrière politique
Se déclarant destourien, Krifa rejoint l'initiative destourienne démocratique en 2011 puis est élu constituant lors des élections de 2011 comme représentant de la circonscription de Sousse.
En 2019, il rejoint les rangs du Parti destourien libre et c'est sous ses couleurs qu'il est élu député lors des élections législatives de 2019 dans la même circonscription.

### Vie privée
Il est marié.